# Coleophora uralensis
Coleophora uralensis je moljac iz porodice Coleophoridae. 
Obitava se u južnoj Francuskoj, Španjolskoj, Mađarskoj, Hrvatskoj, južnoj Rusiji, Afganistanu i Iranu.
Odrasle jedinke dobivaju krila krajem svibnja i lipnja.
Ličinke se hrane bijelim pelinom (lat. Artemisia alba). Izrađuju tamno smeđu, bočno stisnutu kompozitnu čahuru od 7–8 mm, koja je sastavljena od 10-15 ulomaka lista u obliku slova v.